# Sydney Airport Holdings
 Sydney Airport Holdings ist eine australische Holdinggesellschaft, die über die Sydney Airport Corporation eine 100%ige Beteiligung am Flughafen Sydney besitzt. Das Unternehmen ist im Index S&P/ASX 50  der australischen Börse  notiert und hat seinen Hauptsitz in Sydney, New South Wales. Die Anlagepolitik der Holding besteht darin, Fonds gemäß den Bestimmungen der maßgeblichen Dokumente der einzelnen Unternehmen innerhalb der Gesellschaft anzulegen. Das Unternehmen besteht aus Sydney Airport Limited (SAL) und Sydney Airport Trust 1 (SAT1).

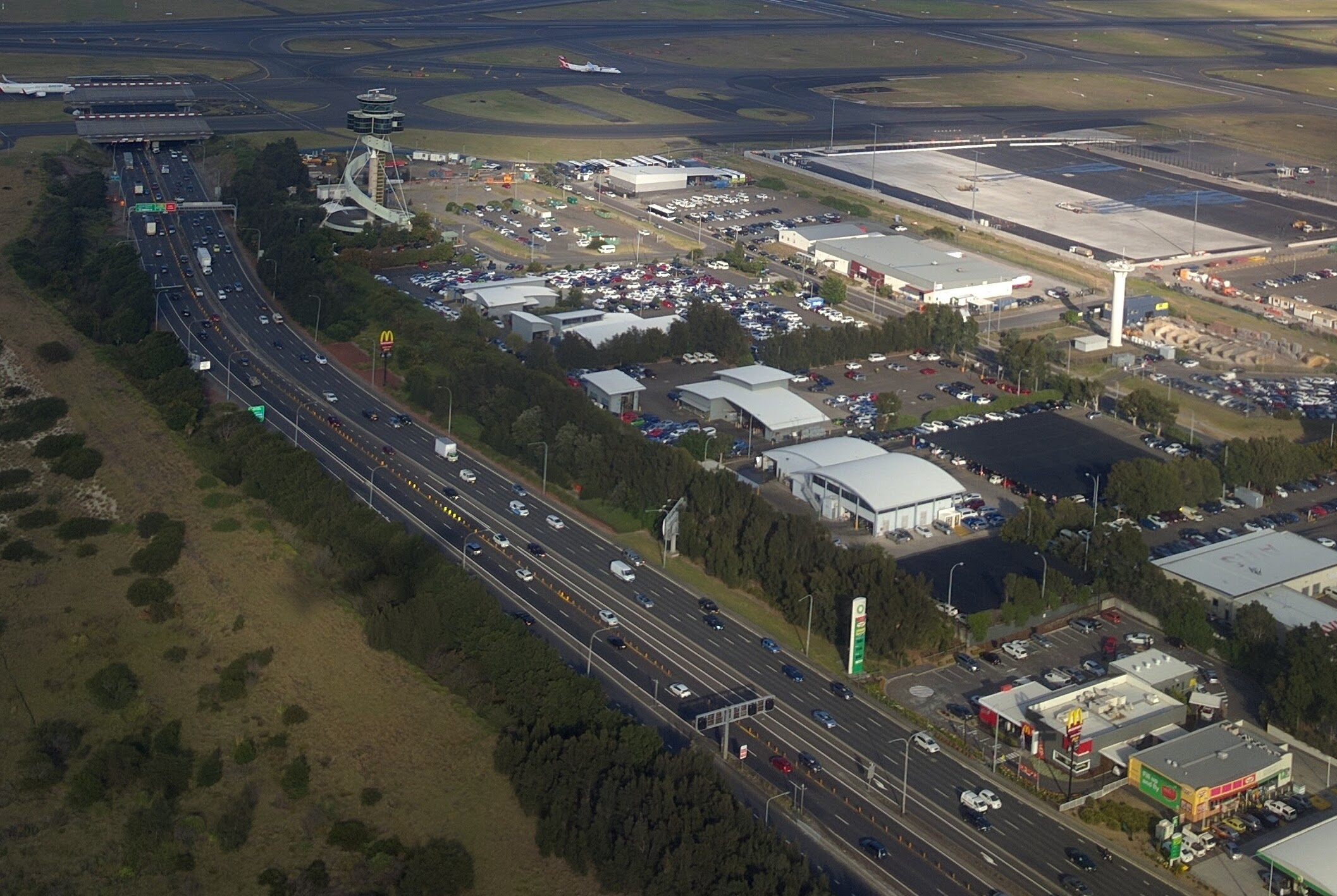
General Holmes Drive, Sydney Airport

## Geschichte
1989 kaufte die australische Fluggesellschaft Qantas Airways einen über 30 Jahre laufenden Mietvertrag für das Inlandsterminal des Flughafens Sydney, verkaufte ihn jedoch im August 2015 für 395 Millionen US-Dollar an den Betreiber des Flughafens zurück.
Im Jahr 2002 kaufte die Macquarie Bank einen 99-jährigen Mietvertrag für 5,6 Milliarden US-Dollar am Flughafen.
Das Unternehmen war als Macquarie  Airports als eine Kombination von Trusts bekannt, die von der Macquarie Group verwaltet wurden, bis es 2009 ausgegliedert wurde, um MAp Airports zu bilden. MAp besaß Beteiligungen an den Flughäfen Brüssel und Kopenhagen sowie einen Anteil von 84,8 % am Flughafen Sydney.
Im Jahr 2011 tauschten MAp Airports seine Anteile an den Flughäfen Brüssel und Kopenhagen gegen den 11%igen Anteil des Ontario Teachers’ Pension Plan (OTPP) am Flughafen Sydney.  Im Dezember 2011 benannten sich MAp Airports in Sydney Airport Holdings um.
Im Jahr 2013 übernahm Sydney Airport Holdings eine 100%ige Beteiligung am Flughafen Sydney, indem Wertpapiere an Minderheitseigner des Flughafens ausgegeben oder diese aufgekauft wurden, zu denen verschiedene Pensionsfonds gehörten.